# Нурд-Камал (Салехард)
Нурд-Камал — мечеть у місті Салехард (Ямало-Ненецький автономний округ, Росія). Перша мечеть на півострові Ямал.
Гроші на будівництво виділив мешканець Норильська Мухтад Бекмеєв. Названа «Нурд Камал» на честь батьків Бекмеєв: батька Нуритдина та матері Гайнікамал.
Мечеть спорудила турецька будівельна фірма «Ямата» за підтримки влади Ямало-Ненецького автономного округу.
Відкрита в лютому 2001 року.